# Psychomastatix
Psychomastatix é um género de insecto da família Eumastacidae.
Este género contém as seguintes espécies:
- Psychomastatix deserticola